# Кугубаев, Андрей Вячеславович
Андрей Вячеславович Кугубаев (31 июля 1995, Калтасы, Башкортостан) — российский биатлонист, призёр чемпионата России. Мастер спорта России.

## Биография
Начал заниматься биатлоном в Калтасинской ДЮСШ под руководством своего отца Вячеслава Имасевича Кугубаева. Позднее выступал за ЦСП Югры (Ханты-Мансийск), тренировался под руководством С. И. Белозёрова, Э. М. Воробьёва, А. А. Трусова. С сезона 2016/17 представляет Ямало-Ненецкий АО.
Становился призёром первенства России среди юниоров в зимнем и летнем биатлоне, победителем всероссийских отборочных соревнований.
В 2018 году стал бронзовым призёром чемпионата России в гонке патрулей в составе сборной ЯНАО.

## Личная жизнь
Отец, Вячеслав Имасевич Кугубаев, был первым тренером Андрея, в дальнейшем работал председателем комитета по физической культуре, спорту и туризму Администрации муниципального района «Калтасинский район». Старший брат Сергей (род. 1988) также занимался биатлоном, был чемпионом мира среди юниоров по летнему биатлону.